# Chichimeca (bướm đêm)
Chichimeca  là một chi bướm đêm thuộc họ Noctuidae.

## Hình ảnh

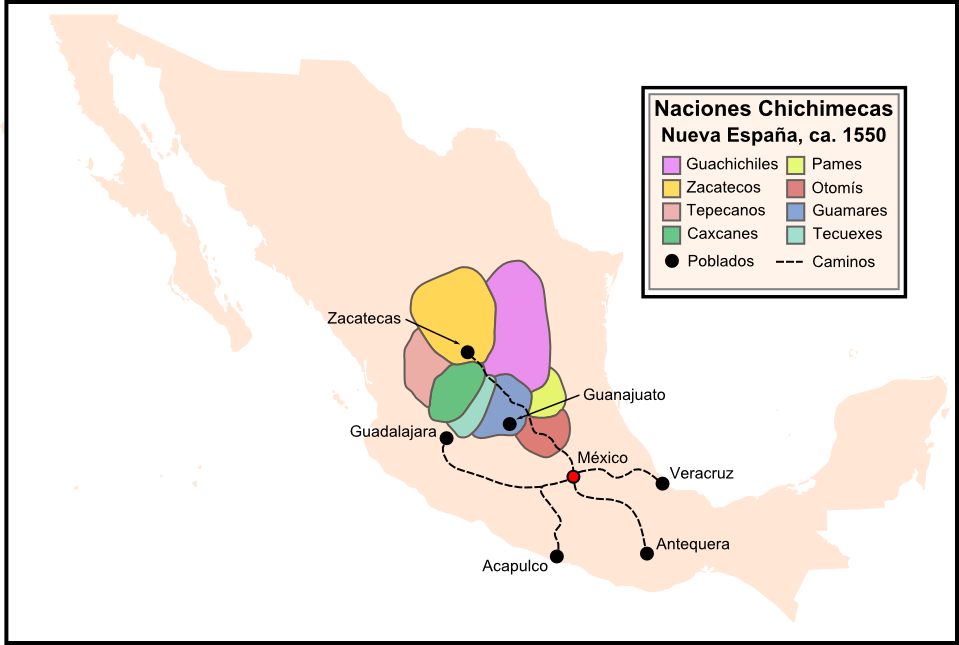
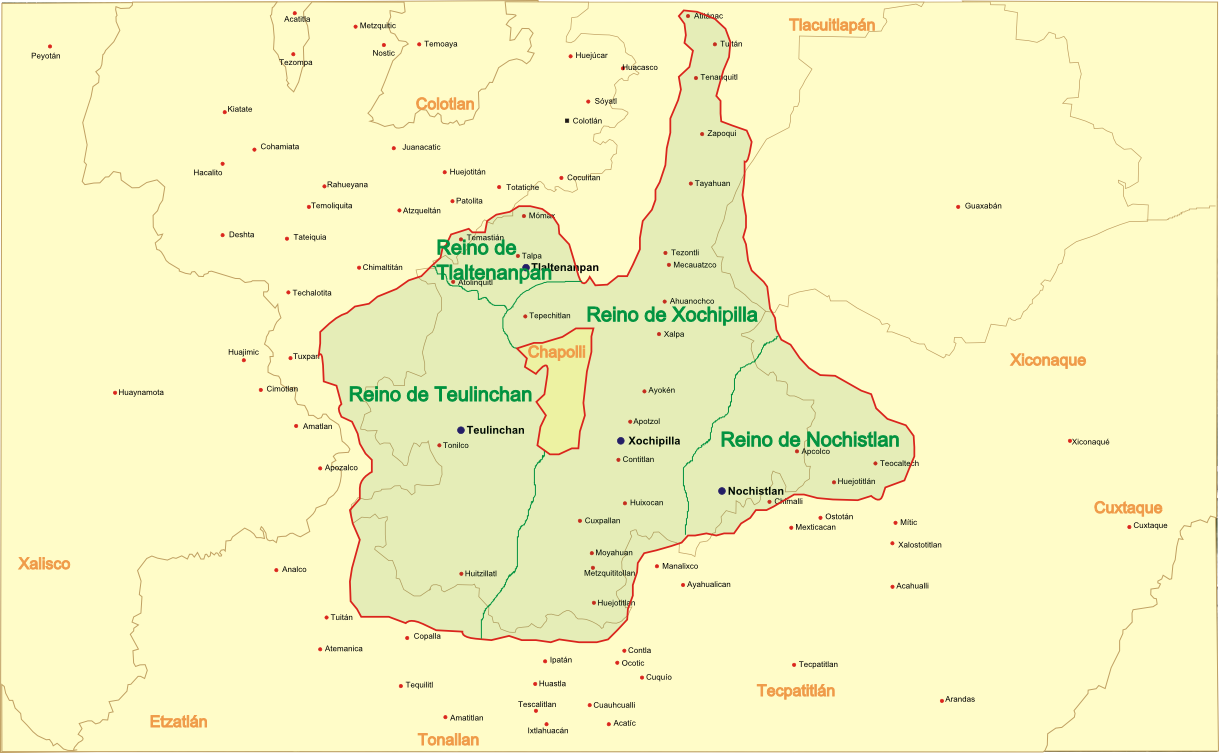
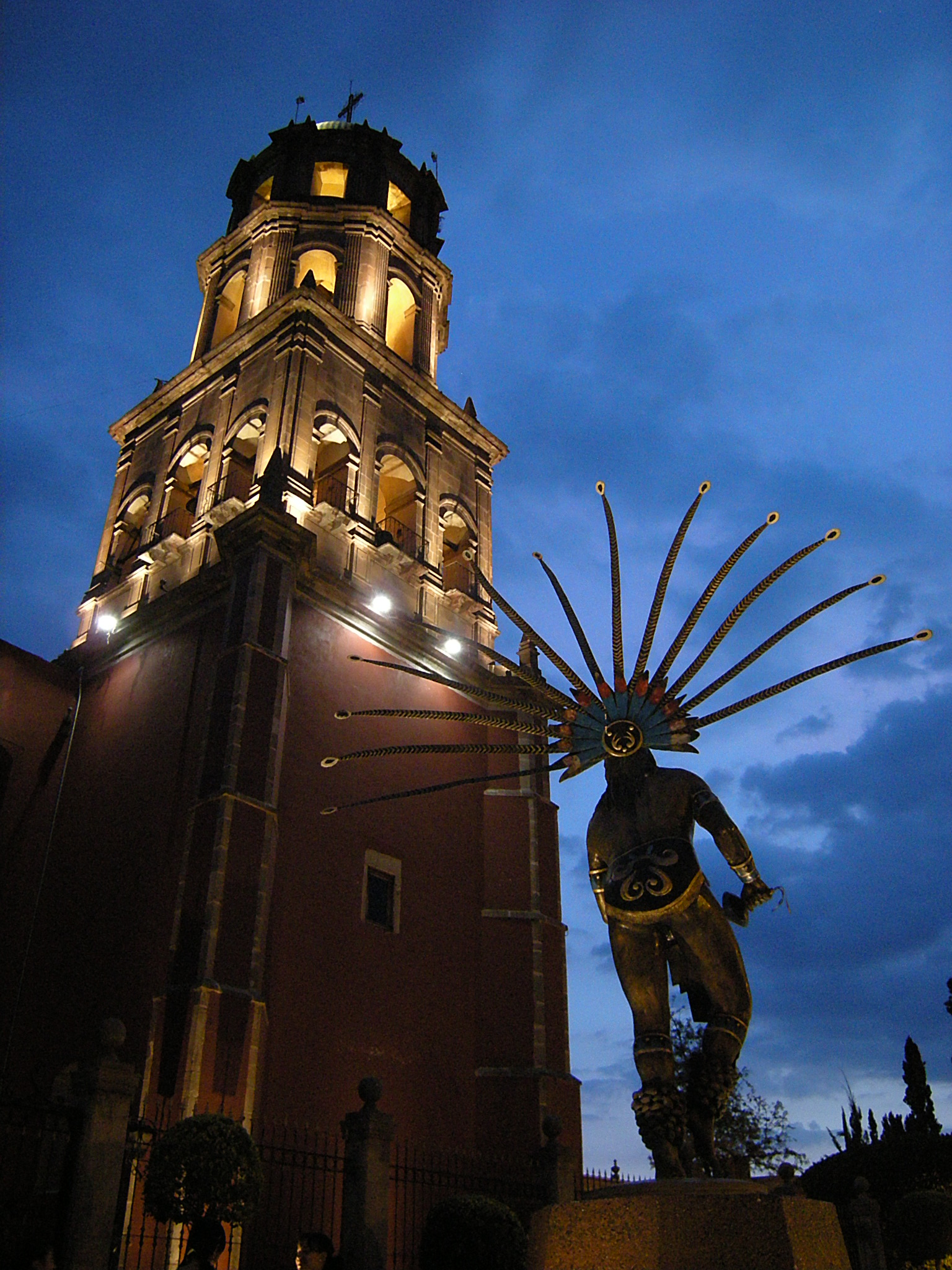
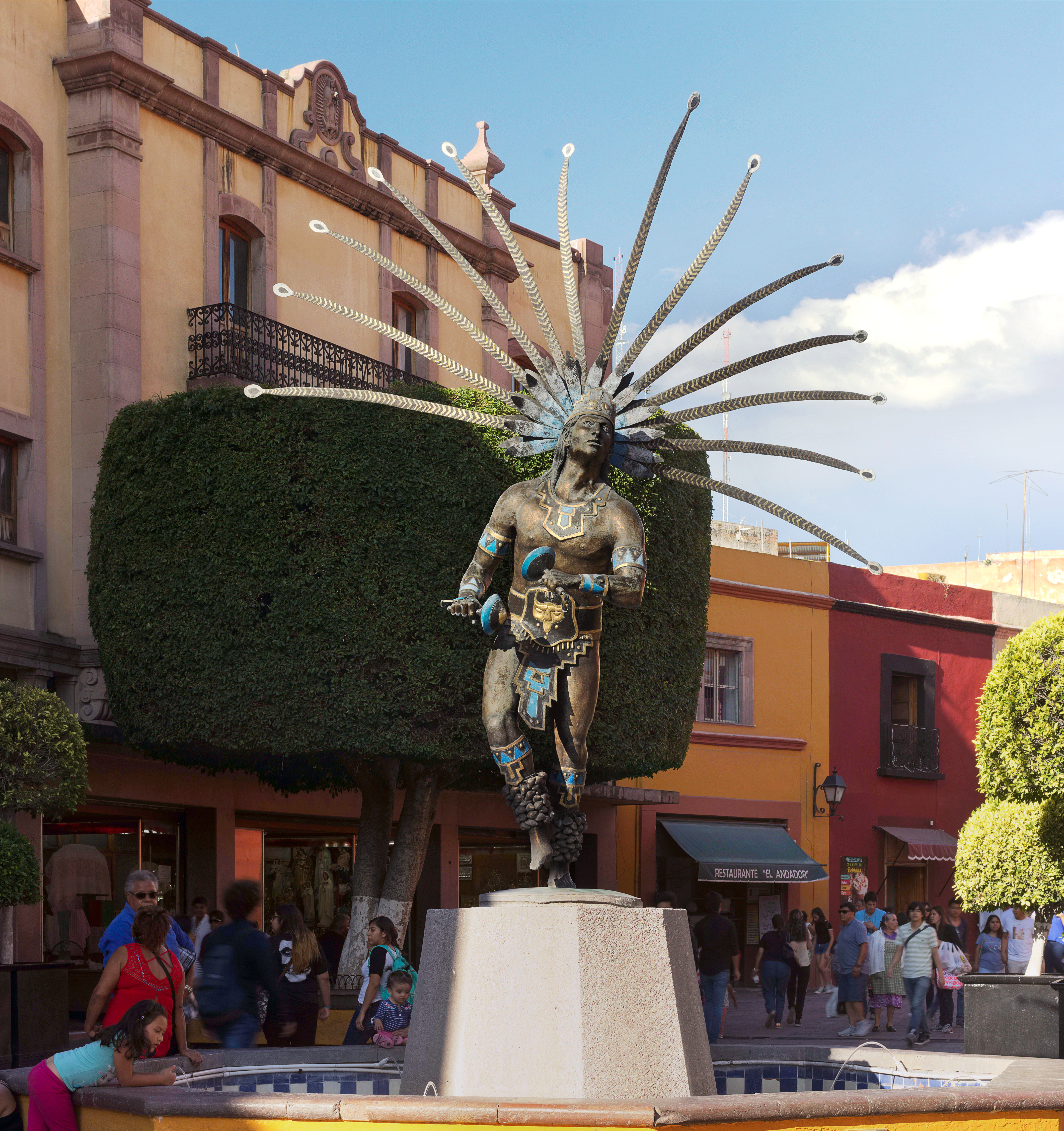